# Piaroa youngi
Espèce
Piaroa youngi est une espèce de schizomides de la famille des Hubbardiidae.

## Distribution
Cette espèce se rencontre au Costa Rica et au Panama,.

## Description
Les mâles mesurent de 3,28 à 3,32 mm et les femelles de 3,32 à 3,60 mm.

## Étymologie
Cette espèce est nommée en l'honneur d'Allen M. Young du Milwaukee Public Museum.

## Publication originale
- Armas & Víquez, 2010 : Nuevos Hubbardiidae (Arachnida:Schizomida) de América Central. Boletín de la Sociedad Entomológica Aragonesa, vol. 46, p. 9−21 (texte intégral).